# Easy Life
Easy Life var den andra och sista singeln av det brittiska skabandet The Bodysnatchers. Skivan utgavs av skivbolaget 2 Tone Records i juli 1980 och markerade slutet på karriären för The Bodysnatchers. I motsats till den förra singeln, "Let's Do Rock Steady, valde The Bodysnatchers en original-låt på A-sidan och en cover på B-sidan, "Too Experienced", som bland andra Winston Francis tidigare hade spelat in, med hjälp av Bob Marley och Bunny Wailer.
Grundaren och keyboardspelaren i The Specials, Jerry Dammers, producerade skivan.

## Låtlista
Sida A
1. "Easy Life" (The Bodysnatchers) – 3:12

Sida B
1. "Too Experienced" (Bob Andy) – 2:33